# If I Can Dream (álbum)
If I Can Dream é um álbum de compilação do cantor estadunidense Elvis Presley (1935 - 1977). Foi lançado em 30 de outubro de 2015 pela RCA Records, sendo uma regravação de canções de Presley com adição de acompanhamento orquestral pela Royal Philharmonic Orchestra. O álbum também inclui duetos com o cantor canadense Michael Bublé e o grupo italiano Il Volo. If I Can Dream foi produzido no Abbey Road Studios, em Londres, Inglaterra, por Nick Patrick e Don Reedman.
O álbum estreou em primeiro lugar no Reino Unido, tornando-se o 12º lançamento do artista a alcançar a primeira posição no país. Em 15 de março de 2016, o jornal britânico Daily Mail noticiou uma turnê do álbum nas cidades de Glasgow, Leeds, Cardiff, Birmingham, Londres e Birmingham; na qual a voz do cantor será executada virtualmente em sincronia com as apresentações da orquestra. O projeto é co-liderado por Priscilla Presley, que também atuou como co-produtora do álbum. 

## Antecedentes
If I Can Dream foi lançado em comemoração ao 80º aniversário de Elvis Presley, que seria em 8 de janeiro. Em entrevista à Rolling Stone, sua ex-esposa Priscilla Presley afirmou que a visão do projeto era manter Elvis em relevância: "Nossa música e cultura mudaram tão drasticamente, que eu pensei que tínhamos de mantê-lo em alta e fazer o que fosse possível para mantê-lo atual". Priscilla Presley também destacou que o álbum carrega o "DNA de Elvis Presley e sua autenticidade". O álbum foi batizado em homenagem à canção homônima gravada em 1968 pelo cantor. Presley afirmou, ainda, que este projeto "seria um sonho realizado para Elvis. Ele iria amar cantar com uma orquestra sinfônica tão prestigiada".

## Performance comercial
Após estrear em primeiro lugar no Reino Unido, If I Can Dream empatou Elvis com Madonna no recorde de maior número de hits em álbuns, por um artista solo, cada um deles com 12 álbuns em primeiro lugar no país (Elvis também detém o maior número de singles em 1º lugar na Inglaterra do que qualquer artista, sendo 18 ao todo). Também foi o 50º álbum de Presley a alcançar o Top 10 britânico, e 59 anos após o lançamento de seu primeiro álbum número 1, que também estabeleceu um recorde. O álbum vendeu 79.000 cópias na primeira semana de lançamento, 88.000 na segunda semana e 69.000 na terceira semana, quando já marcava a 3º colocação na tabela. Na 12ª semana de lançamento, o álbum vendeu 12.510 cópias, caindo para a 8ª posição. Em 5 de janeiro de 2016, o The Independent noticiou que o álbum era o 12º mais vendido em 2015, o que, juntamente aos álbuns de Adele e Ed Sheeran, impactou no crescimento de 4% das vendas musicais britânicas com relação ao ano anterior. If i Can Dream atualmente detém a marca de 1.047.000 cópias vendidas no Reino Unido. 
Nos Estados Unidos, o álbum estreou na 21ª posição da Billboard 200, após ter estreado na Billboard Classical em 17º lugar na semana anterior. Devido à inclusão da Royal Philharmonic Orchestra, este foi o primeiro lançamento de Elvis a entrar nas tabelas musicais de música clássica. O álbum, então, saltou de 17º para 1º lugar na segunda semana de lançamento, mantendo esta colocação até a terceira semana. Ao mesmo tempo em que crescia nas demais tabelas ao longo das 40 semanas seguintes. 
If I Can Dream estrou em 3º lugar na New Zealand Albums Chart entrou para a primeira colocação tanto na Escócia, como na Austrália. Na primeira, permaneceu nas três primeiras posições, retornando ao primeiro lugar na nona semana. Na ARIA Charts, por sua vez, o álbum permaneceu na primeira colocação por duas semanas, tornando-se o segundo álbum de Elvis a conseguir tal feito.

## Faixas
| N.º            | Título                            | Compositor(es)                             | Duração |  |
| 1.             | "Burning Love"                    | Dennis Linde                               | 3:31    |  |
| 2.             | "It's Now or Never" (com Il Volo) | Aaron Schroeder, Wally Gold                | 3:18    |  |
| 3.             | "Love Me Tender"                  | Vera Matson, Elvis Presley                 | 3:26    |  |
| 4.             | "Fever" (com Michael Bublé)       | Eddie Cooley, John Davenport               | 4:26    |  |
| 5.             | "Bridge over Troubled Water"      | Paul Simon                                 | 4:37    |  |
| 6.             | "And the Grass Won't Pay No Mind" | Neil Diamond                               | 3:41    |  |
| 7.             | "You've Lost That Loving Feeling" | Barry Mann, Phil Spector, Cynthia Weil     | 4:00    |  |
| 8.             | "There's Always Me"               | Don Robertson                              | 2:21    |  |
| 9.             | "Can't Help Falling in Love"      | Hugo Peretti, Luigi Creatore, George Weiss | 3:19    |  |
| 10.            | "In the Ghetto"                   | Mac Davis                                  | 3:13    |  |
| 11.            | "How Great Thou Art"              | Robin Smith, Don Reedman, Nick Patrick     | 3:08    |  |
| 12.            | "Steamroller Blues"               | James Taylor                               | 3:10    |  |
| 13.            | "An American Trilogy"             | Mickey Newbury (adaptação)                 | 4:33    |  |
| 14.            | "If I Can Dream"                  | Walter Earl Brown                          | 3:12    |  |
| Duração total: | Duração total:                    | Duração total:                             | 49:46   |  |

## Desempenho nas tabelas musicais
| Tabela musical (2015)                 | Melhor posição |
| ------------------------------------- | -------------- |
| Austrália (ARIA Charts)               | 1              |
| Áustria (Ö3 Austria Top 40)           | 2              |
| Bélgica (Ultratop 50 de Flandres)     | 10             |
| Bélgica (Ultratop 50 de Valônia)      | 27             |
| Canadá (Canadian Albums Chart)        | 24             |
| Estados Unidos (Billboard 200)        | 21             |
| Estados Unidos (Top Classical Albums) | 1              |
| França (SNEP)                         | 79             |
| Irlanda (IRMA)                        | 2              |
| Itália (FIMI)                         | 77             |
| Nova Zelândia (NZ Top 40 Albums)      | 3              |
| Reino Unido (UK Albums Chart)         | 1              |

| País              | Certificação | Vendas    |
| ----------------- | ------------ | --------- |
| Austrália (ARIA)  | Platina      | 70,000    |
| Áustria (IFPI)    | Ouro         | 7,500     |
| Reino Unido (BPI) | 2× Platina   | 1,047,000 |